# Xã Ola, Quận Brule, South Dakota
Xã Ola (tiếng Anh: Ola Township) là một xã thuộc quận Brule, tiểu bang Nam Dakota, Hoa Kỳ. Năm 2010, dân số của xã này là 107 người.